# Joan Rhodes
Joan Rhodes (13 de abril de 1921 – 30 de Maio de 2010), nascida como Josie Terena, foi uma artista e atriz inglesa. Nascida na pobreza em Londres, ela e seus irmãos foram abandonados pelos pais. Após períodos infelizes no asilo e com uma tia, ela saiu de casa aos 14 anos. Depois de dormir na rua Brewer, no Soho, ela se juntou a uma feira itinerante, onde teve a ideia de sua atuação depois de ver um homem forte profissional trabalhando.

## Com Bob Hope
Ela começou como uma artista de variedades e cabaré durante os anos 1950 e 1960. Sua popularidade aumentou devido a suas primeiras aparições em programas de televisão nos Estados Unidos e no Reino Unido, incluindo The Toast Of The Town (1955) e Bob Hope Christmas Show. Foi neste último que, no palco na Islândia em 27 de dezembro de 1955, Rhodes ergueu, e depois deixou cair acidentalmente, Hope, enquanto entretinha as tropas para a USO.

## Acrobacias
Como dublê, ela trabalhou em filmes, incluindo Fanny de Gaslight (1944). Ela apareceu como ela mesma realizando alguns de seus feitos de força na manobra do crime dirigida por Vernon Sewell, Johnny, You're Wanted (1956). Ela também apareceu em Burke e Hare (1971), The Pink Panther Strikes Again (1976) e The Elephant Man (1980).

## Autobiografia
Sua autobiografia, Coming on Strong, foi publicada em 2007. Nos últimos anos, ela dirigiu um pequeno café em Crouch Hill. Crouch End, norte de Londres, na mesma rua da Mountview Theatre School (agora mudada) e ela era popular entre seus alunos.

## Morte
Joan Rhodes morreu em 30 de maio de 2010, aos 89 anos. Em 11 de junho de 2010, a Radio 4 em seu programa "Last Word" cobriu sua vida com anedotas de Roy Hudd, que a conhecia bem.

## Filmografia
- Burke and Hare (1971) - Hairy Mary
- The Pink Panther Strikes Again (1976) - Daphne
- The Elephant Man (1980) - Cook